# فاغنر بيريرا كاردوزو
فاغنر بيريرا كاردوزو (16 أكتوبر 1966 في ساو باولو في البرازيل – )؛ هو لاعب كرة قدم سابق كان يلعب كمهاجم.

## وصلات خارجية
- فاغنر بيريرا كاردوزو على موقع رابطة كرة القدم اليابانية للمحترفين (اليابانية)
- فاغنر بيريرا كاردوزو على موقع قاعدة بيانات كرة القدم.إي يو (الإنجليزية)
- فاغنر بيريرا كاردوزو على موقع عالم كرة القدم.نت (الإنجليزية)